# Cyanure de sodium
Le cyanure de sodium ou NaCN est un sel de sodium du cyanure d'hydrogène ou acide cyanhydrique. C'est un composé cristallin incolore semblable au sucre et très soluble dans l'eau. C'est une des seules substances qui forme des composés de l'or solubles dans l'eau et ainsi est utilisée en bijouterie pour exécuter des dorures. Il est aussi utilisé pour extraire l’or du minerai.

## Risques
Au contact de l'eau ou de l'humidité, il forme des gaz inflammables. Il ne faut donc pas utiliser de l'eau en cas d'incendie, mais des mousses ou des poudres.
Le produit est très toxique en cas d'inhalation ou d'ingestion. En cas de fuite, il est conseillé de porter des protections (masque respiratoire, gants et vêtements de protection) et d'évacuer la zone contaminée.

## Explosion dans le port de Tianjin du 12 août 2015
Cette explosion aurait été susceptible de disséminer dans la nature une quantité non mesurée de cyanure de sodium, puisque le périodique Les Nouvelles de Pékin a temporairement révélé, avant de se rétracter, que 700 tonnes de ce produit auraient été stockées sur le site.